# Sonja Kerskes

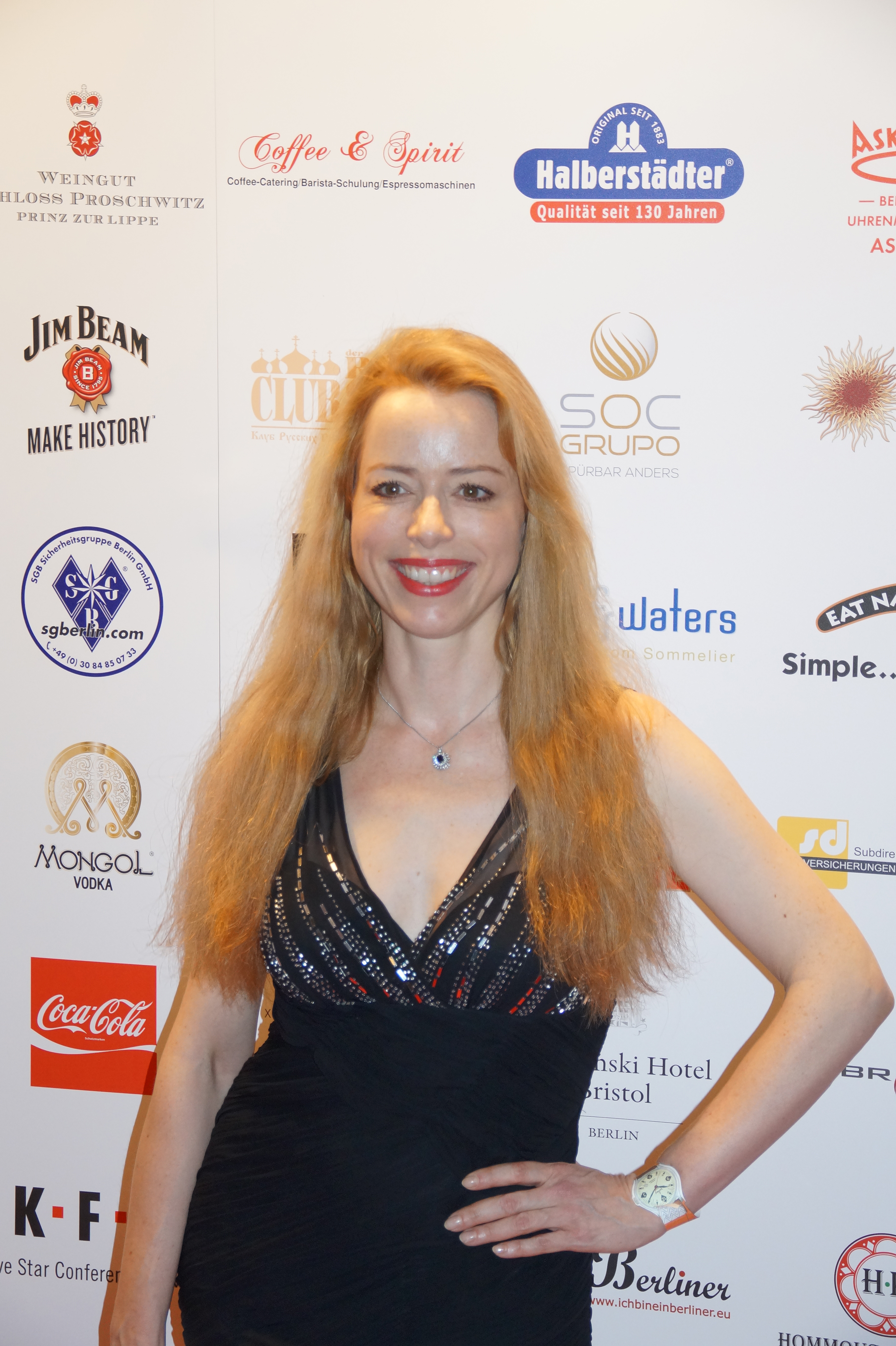
Sonja Kerskes

Sonja Kerskes (* 1975 in Berlin) ist eine deutsche Schauspielerin.

## Leben
Sonja Kerskes wurde in Düsseldorf und New York City zur Schauspielerin und Tänzerin ausgebildet. Mitte der 1990er Jahre hatte sie ihre ersten Auftritte in Film und Fernsehen. Sie spielte 1999 in Bernd Eichingers Film Der große Bagarozy die „Tamy“, 2019 spielte sie die „Gabi“ in Tom Sommerlattes Drama Bruder Schwester Herz.

## Filmografie (Auswahl)
- 1995: Hallo, Onkel Doc! (Fernsehserie, 3 Folgen)
- 1997: Lea Katz – Die Kriminalpsychologin: Das wilde Kind
- 1998: Tatort: Berliner Weiße
- 1999: Der große Bagarozy
- 2000: Ein starkes Team: Bankraub
- 2001: Suck My Dick
- 2001: Pinky und der Millionenmops
- 2002: Unser Charly (Fernsehserie, 5 Folgen)
- 2008: Polizeiruf 110: Keiner schreit
- 2010–2023: Die Rosenheim-Cops (Fernsehserie, 4 Folgen)
- 2011: Blissestraße
- 2015: Die Krone von Arkus
- 2017: Polizeiruf 110: Dünnes Eis
- 2018: Die Haut der Anderen
- 2019: Bruder Schwester Herz
- 2022: Schlechte Helden
- 2024: Das Küstenrevier (Fernsehserie, 1 Folge)